# Aguachile
Aguachile (“água de pimenta” em espanhol) é um prato mexicano feito de camarão, submerso em líquido temperado com pimenta chiltepin, suco de limão, sal, fatias de pepino e de cebola. Vegetais crus, como o próprio pepino, costumam ser adicionados. Este prato de frutos do mar crus vem da região noroeste do México (principalmente Sinaloa) e normalmente é preparado em um molcajete, um utensílio moedor. A origem do aguachile está na costa de Sinaloa, sendo em geral feito com água fervida e chiltepines, pequenas pimentas redondas de Sinaloa.